# Funny How Time Slips Away
Funny How Time Slips Away ist ein Country-Song von Willie Nelson, der zuerst im Sommer 1961 in der Version von Billy Walker veröffentlicht wurde.

## Komposition
Der Text handelt vordergründig von der Vergänglichkeit der Zeit und meint eigentlich die Flüchtigkeit von Liebe. Das Lied entstand in derselben Woche wie Crazy und Night Life und gehört zu Nelsons frühesten Kompositionen. Nelson komponierte den Song auf der Fahrt von seinem Zuhause in Pasadena (Texas) nach Houston, wo er im Esquire Ballroom auftrat. Mit den drei fertigen Songs im Repertoire entschied er sich anschließend, sein Glück in der Country-Hauptstadt Nashville zu versuchen.

## Originalversion
Die Originalversion von Billy Walker wurde am 21. April 1961 aufgenommen und am 23. Juni 1961 veröffentlicht. Diese Version kletterte bis auf den 23. Platz der Hot Country & Western Charts. Willie Nelson veröffentlichte seine Aufnahme der Eigenkomposition erst am 9. September 1962 auf seinem Debütalbum ...And Then I Wrote.

## Coverversionen
Die Seite Secondhandsongs.com listet 142 Versionen von Funny How Time Slips Away. Bemerkenswert ist, das der Titel in der weißen Country-Szene genauso gut aufgenommen wurde wie von der Hörerschaft schwarzer Soulmusik, beispielsweise durch die Version von Arthur Alexander (1962). Auch wurde der Song oft aus weiblicher Perspektive interpretiert, sowohl von weißen Rockabilly-Sängerinnen wie Wanda Jackson und Brenda Lee als auch von schwarzen Soul-Sängerinnen wie den Supremes (1965), Dorothy Moore (1976) und Tina Turner (1978).
Jimmy Elledge kam mit seiner souligen Version von 1961 bis auf Platz 22 der Billboard Hot 100 und verkaufte insgesamt mehr als eine Million Singles. Joe Hinton errang mit seiner für Big Band arrangierten Version im Oktober 1964 den 13. Platz der Billboard-Charts. Georgie Fame machte den Song 1966 ebenfalls in einer Big-Band-Version in Großbritannien populär. Elvis Presley interpretierte den Song 1970 für sein 13. Album Elvis Country (I’m 10.000 Years Old). Junior Parker spielte zusammen mit dem Jimmy McGriff Orchestra 1970 eine achtminütige Version als Psychedelic Soul ein. Eine weitere Soulversion nahm die Band The Spinners aus Detroit auf. Al Green nahm den Song gleich mehrmals auf. Einmal für sein sehr erfolgreiches Album Call Me von 1973 und ein andermal im Duett mit Lyle Lovett, wofür die beiden 1995 den neugeschaffenen Grammy Award for Best Pop Collaboration with Vocals erhielten.
Die Version von Roger Whittaker aus dem Jahr 1986 zeichnet sich durch kunstvolles Pfeifen aus. Eine deutschsprachige Version im Wiener Schmäh unter dem Titel Scho komisch wia schnö de Zeit vageht (1999) stammt von Kurt Ostbahn.